# بانو (فیلم ۱۹۷۴)
بانو (فرانسوی: La Bonzesse‎) یک فیلم اروتیک فرانسوی است که در سال ۱۹۷۴ منتشر شد. از بازیگران فیلم می‌توان به کلودین بکاری، فئودور آتکین، گی مونتانیه، برنار ورله و بریژیت بورژس اشاره کرد. این فیلم حاوی صحنه‌ای از قضیب‌لیسی است (غیر شبیه‌سازی‌شده و واقعی که طبق منابع، در حین فیلم‌برداری انجام شد اما واضح نیست) و یک صحنه دخول جنسی است که البته مشخص نیست این سکانس واقعی است یا خیر.